# Церковь Покрова Пресвятой Богородицы на Лыщиковой горе
Церковь Покрова Пресвятой Богородицы на Лыщиковой горе — православный храм в Таганском районе Москвы. Относится к Покровскому благочинию Московской епархии.
Главный престол освящён в честь праздника Покрова Пресвятой Богородицы, приделы — в честь Казанской иконы Божией Матери и во имя преподобного Иоанна Дамаскина. Приставной престол в главном алтаре освящён во имя преподобного Симеона Столпника.

## История

### История района
Покровская церковь расположена на высоком берегу Яузы, в месте, которое с давних времён называется Лыщиковой горкой. Лыщикова горка является северным склоном большого Таганского холма, расположенного в месте слияния Москвы-реки и Яузы. Существуют гипотезы о существовании на этом месте одного из древнейших домосковских поселений, датируемого X веком.
На рубеже XV—XVI веков на Лыщиковой горке был основан великокняжеский Покровский монастырь. Возможно, что находящийся на окраине города монастырь имел оборонное значение. В 1504 году Иван III завещал Покровский монастырь своему сыну Василию III.
Из интересных фактов того периода можно отметить основание Борисом Годуновым около 1600 года церкви Симеона Столпника на противоположной стороне Николоямской улицы. Своё название улица получила по расположенной на ней церкви «Николы на Ямах» в Рогожской Ямской слободе. Церковь Николая Чудотворца на Ямах была построена в первой половине XVIII века жившими в слободе ямщиками, разрушена в конце 1950-х годов.
- Церковь Симеона Столпника
- Церковь «Николы на Ямах»

После похода на Москву крымского хана Газы II Гирея было принято решение окружить город Земляным валом. В 1590-е годы, во время строительства укрепления — земляных валов с деревянными стенами — часть высокого холма была срыта. К тому времени Покровский монастырь вышел из разряда великокняжеских и был упразднён. Оставшаяся деревянная Покровская церковь в 1625 году упоминается как приходская. В 1688 году церковь полностью сгорела во время пожара.

### Строительство храма
Новый каменный храм решено было построить не на старом месте — на вершине холма, а у его подножья. Здание храма в стиле московского барокко было построено к 1696 году. Согласно исследованиям А. А. Колмовского Покровская церковь стала первой в Москве, для украшения которой были использованы маскароны — вид скульптурного украшения здания в форме головы человека или животного анфас. После завершения отделки интерьера в 1697 году храм был освящён. По тезоименитству известного прихожанина дьяка Ивана Рагозина в Покровской церкви был также освящён придел во имя святого Иоанна Дамаскина, в настоящее время он единственный в Москве.
В 1773 году на средства секунд-майора Ильи Алексеевича Лихарева в Покровской церкви был устроен придел в честь Казанской иконы Божией Матери. Согласно архивным планам 1802 и 1806 годов в 1803—1805 годах была построена ныне существующая колокольня и расширена трапезная.
Покровская церковь сильно пострадала во время оккупации Москвы армией Наполеона. Часть церковных ценностей удалось спрятать в доме церковного старосты купца Сергеева, остальное было разграблено. Однако в главном приделе «престол и иконостас с иконами уцелели» (переживший нашествие Наполеона пятиярусный иконостас Покровского придела дошёл до нас без изменений). После ухода французов из Москвы разорённая церковь была приписана к церкви Николая Чудотворца на Ямах. В 1814 году Покровская церковь была восстановлена. В 1878 весь храм сделан тёплым, в боковых приделах установлены новые иконостасы. В 1895 году церковь была частично перестроена по проекту архитектора Н. В. Розова.
В течение XVIII-XIX веков число прихожан храма не достигало 400 человек, а число дворов в приходе колебалось от 11 до 18.

### Советский период
Несмотря на то, что в годы Советской власти Покровская церковь не закрывалась, из неё было вывезено множество церковных ценностей. В 1930-е годы из соседних закрывавшихся церквей сюда стали приносить особо ценные иконы. Долгие годы здесь хранились чтимые храмовые иконы святого апостола Иакова Зеведеева из церкви Апостола Иакова Заведеева и преподобного Симеона Столпника из церкви Симеона Столпника. В 1990-х годах обе иконы были торжественно, с молебнами и крестными ходами возвращены в свои вновь открытые родные церкви.
В разные годы здесь принимали священников из закрытых церквей. В 1929—1933 годах в Покровском храме служил протоиерей Николай Беневоленский — настоятель закрытой в 1929 году соседней церкви Симеона Столпника. А зимой 1979 года, в память о ранее закрытом храме, в главном алтаре был освящён приставной престол в честь преподобного Симеона Столпника.
Интересная история связана с попыткой закрытия церкви. Днём закрытия было выбрано 22 июня 1941 года, но в назначенный день решение исполнять не стали. Во время Великой Отечественной войны в храме собирали пожертвования для армии. Покровская церковь даже получила благодарственное письмо, подписанное Верховным главнокомандующим И. Сталиным, а её настоятель протоиерей Николай Сарычев [Сарачев] был награждён медалью «За оборону Москвы».
Приходу храма удалось сохранить старинные колокола. Согласно одной из версий, после получения сообщения о предстоящем изъятии колоколов прихожане покрыли их чёрной краской (по другой версии, это была смола). В итоге представители властей колокола снимать не стали. Самый большой из колоколов, под названием «Благовест», был изготовлен в 1794 году в Москве на заводе госпожи Струговщиковой, его вес составляет 112 пудов 7 фунтов (1837 кг). В 1996 году, по заказу храма на заводе ЗИЛ были отлиты 5 новых колоколов. Таким образом, в настоящее время с колокольни Покровской церкви можно услышать одновременное звучание как новых, так и старых колоколов.
Есть свидетельство (устное), что колокола обмазали не смолой, а обычными фекалиями из выгребной ямы, которая находилась возле жилого дома № 54 по ул. Земляной вал (Чкаловская). По воспоминаниям очевидцев, руководил этим Михаил Прович Лапин, который был церковным старостой в этом храме до 1929 года, а также управдомом дома № 54. Прибывший отряд красноармейцев побрезговал снимать колокола, чтобы не испачкать обмундирование. ОГПУ пыталось арестовать старосту, но его вскоре освободили. А колокола эти благополучно звонят и в наши дни.
В советский период все дома у церкви были отобраны и она нуждалась в свободных помещениях. В 1959 году с северо-западной стороны храма была разобрана одна из симметрично расположенных входных лестниц. На её месте была возведена двухэтажная пристройка, на верхнем этаже которой были размещены церковная крестильня, ризница и пошивочная мастерская, на нижнем — канцелярия. Однако после того, как приходу были возвращены церковные дома, уродующую храм пристройку разбирать не стали.

### Российский период
3 августа 1999 года в Покровский храм по благословению патриарха Московского и всея Руси Алексия II были перенесены мощи священноисповедника Романа.
26 марта 2024 года диакон храма Дмитрий Сафронов провёл панихиду на Борисовском кладбище на 40 дней после смерти Алексея Навального. После этого указом московской патриархии за подписью патриарха Кирилла его разжаловали из священников, лишив права носить рясу и крест и проводить священнослужения сроком на три года — на этот срок Сафронов был направлен псаломщиком в храм преподобного Пимена Великого в Новых Воротниках. 4 июня 2025 года, в день, когда Навальному могло бы исполниться 49 лет, Сафронов провёл поминальную службу на могиле политика.

## Духовенство
- Настоятель храма — протоиерей Владимир Ригин
- Архимандрит Дамаскин (Орловский)
- Протоиерей Павел Мотовилов
- Иерей Андрей Никольский
- Иерей Дмитрий Сафронов (декабрь 2006 — апрель 2024)
- Протодиакон Андрей Макаров[12].

## Святыни
- Икона Архистратига Михаила
- Казанская икона Божией Матери
- Икона Покров Пресвятой Богородицы
- Тихвинская икона Божией Матери
- Икона Спаса Нерукотворного Образа
- Икона преподобных Иоанна Дамаскина и Пафнутия Боровского
- Икона святого великомученика Пантелеимона
- Икона святителя Николая Чудотворца
- Рака с мощами священноисповедника Романа Медведя[13]

## Фотографии
- Покровская церковь
- Покровская церковь
- Покровская церковь